# Rebellion anthem
「rebellion anthem」（リベリオン・アンセム）は、妖精帝國の12作目のシングル。2010年8月25日にLantisからリリースされた。

## 解説
- 「rebellion anthem」は、「革命決起式典」後期テーマソングに使用されている。
- 前作同様、PVを収録したDVDが同梱されている。

## 収録曲
全曲 作詞：YUI、作曲・編曲：橘尭葉
1. rebellion anthem [5:14] 
テレビ東京系『アニソ〜ンぷらす』2010年8月度エンディングテーマ
2. still alive [4:16]
3. rebellion anthem （instrumental）
4. still alive （instrumental）